# فابريزيو ديلا فيوري
فابريزيو ديلا فيوري مواليد 1951، (بالإيطالية: Fabrizio Della Fiori)‏ هو لاعب كرة سلة إيطالي سابق. مثّل منتخب بلاده. شارك في مسابقة كرة السلة في الألعاب الأولمبية الصيفية.

## الميداليات
| الميدالية | المسابقة                       |
| --------- | ------------------------------ |
| فضية      | الألعاب الأولمبية الصيفية 1980 |

## روابط خارجية
- فابريزيو ديلا فيوري على موقع الاتحاد الدولي لكرة السلة (الإنجليزية)
- فابريزيو ديلا فيوري على موقع سبورتس رفرنس (الإنجليزية)
- فابريزيو ديلا فيوري على موقع اللجنة الأولمبية الدولية (الإنجليزية)
- فابريزيو ديلا فيوري على موقع أوليمبيديا (الإنجليزية)
- فابريزيو ديلا فيوري على موقع اللجنة الأولمبية الإيطالية (الإيطالية)